# 鳥取県道314号赤松大山線
鳥取県道314号赤松大山線（とっとりけんどう314ごう あかまつだいせんせん）は、鳥取県西伯郡大山町を通る一般県道である。

## 概要
西伯郡大山町赤松から西伯郡大山町豊房に至る。

### 路線データ
- 起点：西伯郡大山町赤松（鳥取県道36号名和岸本線交点）
- 終点：西伯郡大山町豊房（鳥取県道305号大山佐摩線交点）
- 総延長：約6.6 km
- 冬期閉鎖区間：西伯郡大山町鈑戸（たたらど） - 西伯郡大山町豊房（4.3 km、12月1日 - 翌年3月31日）

## 地理

### 通過する自治体
- 西伯郡大山町

### 交差する道路
| 交差する道路                    | 交差する場所     | 交差する場所 |
| ------------------------------- | ---------------- | ------------ |
| 鳥取県道36号名和岸本線          | 赤松             | 起点         |
| 鳥取県道158号大山口停車場大山線 | 鈑戸（たたらど） |              |
| 鳥取県道305号大山佐摩線         | 豊房             | 終点         |

### 沿線
- 大山レークホテル